# Нильсен, Виктор Александрович
Виктор Александрович Нильсен (1871, Санкт-Петербург — 1949) — российский архитектор эпохи модерна.

## Биография
Виктор Александрович родился в семье пастора в Санкт-Петербурге 1871 году. У Виктора была сестра и два брата. Семья имела датское и германское происхождение. Дедушка Виктора Александровича был мастером по созданию музыкальных инструментов.
Учился в Санкт-Петербурге, где окончил Институт гражданских инженеров. В качестве архитектора и инженера начал работать в городе Рыбинск на Волге (тогда Ярославская губерния), где спроектировал и выстроил городской водопровод. Он был приглашен мариупольским управлением на должность городского архитектора, куда он и прибыл в феврале 1901 года.
Предыдущими городскими архитекторами были Самуил Бер и Адольф Эмерик. Мариуполь страдал от нехватки чистой питьевой воды, особенно в жаркое лето. Новому архитектору поручили создать проект городского водопровода, который имел в то время значительную смету. Для утверждения проект отправили в министерство и разрешение на строительство дал Пётр Столыпин.
Архитектор В. А. Нильсен хорошо овладел делом и выполнил трудную задачу. Благодаря новому городскому водопроводу, водоснабжение получили две трети жителей города (одна треть все ещё использовала колодцы). К городскому архитектору возросло доверие и пришел материальный успех, он имел имущества на 600 рублей. Это дало основание избрать городского архитектора депутатом в Мариупольскую думу.
Проживал архитектор Нильсен в доме, расположенном напротив Городского сада по адресу: улица Семенишина, 49. В народе усадьбу называют «Домом плачущих нимф».
Позиция архитектора в обществе кардинально изменилось после 1917—1918 годов. При советской власти отношение к архитектору ухудшилось как к успешному представителю царского периода. С 1935 года началась чистка кадров, имевших дворянское или нерабочее происхождение. Архитектор был лишен права работать архитектором-практиком и трудился в техническом отделе нового завода «Азовсталь». В 1936 году была разрушена церковь Константина и Елены в городе, создана и выстроена архитектором.
Умер в 1949 году.

## Потеря архива архитектора
Дом архитектора и его частный архив пострадали от пожаров, совершенных немецкими захватчиками во время отступления из города. Среди уничтоженных в 1943 году оказался и альбом зарисовок архитектора, куда тот вносил рисунки фасадов спроектированных сооружений и их окружения. Потеря рисунков архитектора значительно ухудшила изучение периода оживления застройки города эпохи капитализма и исторической застройки города из-за отсутствия копий пропавших рисунков.

## Избранные произведения
- Церковь Константина и Елены, Мариуполь, уничтожена в 1936 году;
- Водонапорная башня, Рыбинск, ул. Куйбышева, 1А;
- Рыбинское второе высшее начальное училище им. В. А. Карякина, Рыбинск, ул. Луначарского, 61;
- Водонапорная башня, Мариуполь;
- Школа при заводе «Никополь», Мариуполь;
- Собственный дом («Дом плачущих нимф»), Мариуполь;
- Дом со львами («дом Гугеля»), Мариуполь;
- Старый корпус ПГТУ, Мариуполь.

## Публикации
- Нильсен В. А. «Описание и расчёт устройства водопровода в городе Рыбинске с приложением атласа чертежей». Составлен гражданским инженером В. А. Нильсеном, 1901, лито-типография О. А. Фалько, Мариуполь.

## Память
- В честь архитектора Виктора Нильсена в Мариуполе названа одна из улиц.
- В 2020 году в Мариуполе создали и провели Международный архитектурный конкурс имени Виктора Нильсена[1].

В Мариупольском краеведческом музее прошла выставка «Архитектор Виктор Александрович Нильсен к 150-летию со дня рождения».